# Conrad Kühlein
Conrad Kühlein (* 21. Juli 1910 in Oppeln; † 29. November 1997 in Planegg) war ein deutscher Offizier der Reichswehr, Wehrmacht und der Bundeswehr, zuletzt im Dienstgrad eines Generalmajors, Angehöriger der Organisation Gehlen und des Bundesnachrichtendienstes (BND). Er trug den Decknamen Conrad Kühne.

## Leben
Beförderungen
- 1933 Leutnant
- 1935 Oberleutnant
- 1939 Hauptmann
- 1941 Hauptmann i. G.
- 1942 Major i. G.
- 1943 Oberstleutnant i. G.
- 1944 Oberst i. G.
- 1958 Brigadegeneral
- 1968 Generalmajor

Kühlein, Sohn eines Offiziers, gehörte dem Offiziersjahrgang 1930 des Heeres der Reichswehr an, in die er am 1. April 1930 als Fahnenjunker beim Reiterregiment 8 in Oels eintrat. Er absolvierte die Infanterieschule der Reichswehr in Dresden und die Kavallerieschule der Reichswehr in Hannover. Er diente im 7. (Preußischen) Reiter-Regiment in Breslau und war Zugführer im Reiterregiment 8 in Namslau. 1935 wurde er im Kraftfahrzeuglehrkommando in Zossen von Reiter auf Panzer umgeschult. Ab Oktober 1935 war er Bataillonsadjutant im II. Bataillon des Panzerregiments 5 und ab Oktober 1936 Regimentsadjutant im Panzerregiment 5 in Wünsdorf. Am 19. September 1939 wurde er zur Kriegsakademie in Dresden einberufen und besuchte dort den 2. Generalstabslehrgang. Von Juni 1940 bis April 1941 war er Adjutant beim Vorsitzenden der deutsch-französischen Waffenstillstandskommission in Paris. Er wurde Generalstabsoffizier und im April 1941 Dritter Generalstabsoffizier (Ic) des XXXIX. Armeekorps (motorisiert), mit der er in den Räumen Minsk, Smolensk, Cholm und Rshew eingesetzt war. Nach einer Zeit in der Führerreserve vom März bis April 1942 war er von Mai bis Juni 1942, als Nachfolger seines späteren Chefs Reinhard Gehlen, zweiter persönlicher Referent des Chefs des Generalstabs des Heeres, Franz Halders. Von Juni bis September 1942 war er Gruppenleiter der Abteilung Fremde Heere Ost im Oberkommando des Heeres unter Gehlen und von September 1942 bis Juni 1943 Adjutant des Chefs des Generalstabs des Heeres Kurt Zeitzler. Als Oberstleutnant war Kühlein vom 16. Juli 1943 bis zum 3. April 1944 Erster Generalstabsoffizier (Ia) der 4. Panzer-Division (Räume Orel, Kursk, Gomel, Pripjet, Bobruisk), Ia der 4. Armee vom 30. März 1944 bis zum 30. Juni 1944 (Räume Smolensk und Njemen) und als Oberst Chef des Generalstabs des XXXIX. Panzerkorps vom 25. August 1944 bis zum 14. April 1945, wo er im Raum Mogilew, in Ostpreußen, bei der Ardennenoffensive, in Pommern, Schlesien und an der Elbe kämpfte. Von Mai bis August 1945 war er in US-amerikanischer Kriegsgefangenschaft.
Von Oktober 1945 bis Dezember 1946 war Kühlein kaufmännischer Angestellter und Betriebsleiter des Pufas-Werkes in Hann. Münden-Volkmarshausen. Im Januar 1947 kam Kühlein über Dienststelle des Hans Lutz Generalvertretung G zur Organisation Gehlen. Im August 1948 wurde er stellvertretender Leiter der Beschaffung, an dessen Spitze Walter Schenk stand. Später war er stellvertretender Leiter des von Schenk geführten Bereichs Strategische Aufklärung innerhalb der Beschaffung. Am 1. April 1956 wurde die Organisation Gehlen zum Bundesnachrichtendienst. Durch die Aufstellung der Bundeswehr konnte Kühlein am 1. April 1957 als Oberst wieder Soldat innerhalb des Bundesnachrichtendienstes werden. Anfang der 1960er Jahre war er Resident des Bundesnachrichtendienstes in Washington, D.C. Im Juli 1964 wurde Kühlein stellvertretender Leiter der Auswertung unter Erich Dethleffsen.
Am 8. Oktober 1958 stimmte die Bundesregierung der Ernennung zum Brigadegeneral und am 19. Februar 1969 der Ernennung zum Generalmajor zu, womit Kühlein zum höchsten Soldaten im Bundesnachrichtendienst wurde. Mit Ablauf des September 1970 wurde er in den Ruhestand versetzt.
Im Verteidigungsfall wäre Kühlein, laut einer Planung von 1965, Leiter der Abteilung I Beschaffung geworden.
Kühlein heiratete 1959 eine Gräfin von Ingelheim genannt Echter von und zu Mespelbrunn, mit der er zwei Kinder hatte.
Im Ruhestand schrieb Kühlein über politische Themen in Afrika, unter anderem in der Zeitschrift Vereinte Nationen eine Reihe über die West-Sahara.

## Trivia
Kühlein galt als liebenswürdig und intelligent, mit derartigem Charme, dass der spätere Bundespräsident Richard von Weizsäcker, 1942 wie Kühlein im Oberkommando des Heeres, von ihm gesagt haben soll: „Wenn ich Frau wäre, möchte ich so einen zum Mann haben.“

## Auszeichnungen
- Verwundetenabzeichen in Schwarz (21. Januar 1942)
- Deutsches Kreuz in Gold (8. Juni 1944)
- Großes Verdienstkreuz des Verdienstordens der Bundesrepublik Deutschland (22. Juli 1970)

## Veröffentlichungen (Auswahl)
- Die politisch-strategischen Veränderungen im Raum Horn von Afrika/Rotes Meer. In: Stiftung Wissenschaft und Politik (Hrsg.): Polarität und Interdependenz:Beiträge zu Fragen der internationalen Politik (= Stiftung Wissenschaft und Politik [Hrsg.]: Internationale Politik und Sicherheit. Band 1). Nomos, Baden-Baden 1978, ISBN 978-3-7890-0406-3, S. 373–391.
- Die Auswirkungen der Revolution in Äthiopien auf die Lage am Horn von Afrika. In: Europa-Archiv. Band 33, Nr. 5, 1978, S. 135 ff.
- Die politischen Ideen Mu'Ammar Al-Qaddafis: Wurzeln, Ziele und Wege. Stiftung Wissenschaft und Politik, Ebenhausen 1981.